# Phoroncidia cygnea
Phoroncidia cygnea là một loài nhện trong họ Theridiidae.
Loài này thuộc chi Phoroncidia. Phoroncidia cygnea được Vernon Victor Hickman miêu tả năm 1951.